# Гавро Вујичић
Гавро Вујичић (Мостар, 21. новембар 1891 — Београд, послије 1958) био је љекар опште праксе и хигијеничар. Један је од оснивача Љекарске коморе Врбаске бановине.

## Биографија
Гимназију је завршио 1911. у родном граду. Медицину је студирао у Бечу и Прагу, гдје је дипломирао 1921. године. Говорио је њемачки, енглески, француски и чешки језик. Био је љекар опште праксе и хигијеничар. Током Првог свјетског рата био је мобилисан у аустроугарску војску. Стажирао је 1921-1923. у Државној болници у Сарајеву. Одатле је  премјештен у Босанску Костајницу, гдје је био срески љекар (1923-25), а потом је радио у Епидемиолошком заводу у Загребу и хигијенским установама у Загребу и Нишу и Заводу за тропске болести у Скопљу. У периоду 1928-1929. усавршавао се у САД и на Пастеровом институту у Паризу.  По повратку у отаџбину, у Бањој Луци је 1929-1940. био управник Дома народног здравља, а потом директор Хигијенског завода (1929-1940), гдје је посветио пажњу сузбијању заразних болести, лијечењу ендемског сифилиса, туберкулозе, алкохолизма и снабдијевању становништва питком водом. Поред медицинског ангажовања, био је друштвено активан у Акционом одбору за оснивање Народног универзитета Врбаске бановине у Бања Луци, Банском санитетском савјету Врбаске бановине, Врбаском бановинском одбору Црвеног крста, Лиги против туберкулозе у Бања Луци, Народном санитетском фонду, Секцији Југословенске уније за заштиту дјеце за Врбаску бановину и др. Обављао је многе значајне функције у Љекарској комори Врбаске бановине. Из Бања Луке је септембра 1940. отишао на службу у Београд, гдје је именован за шефа Хигијенског одсјека у Министарству народног здравља и социјалне политике. На тој функцији остао је до ослобођења. Након ослобођења, радио је као виши савјетник и шеф Одељења противепидемијске службе, најприје при Министарству народног здравља HP Србије, а затим при Хигијенском институту HP Србије (касније Институт за јавно здравство Србије "Др Милан Јовановић Батут"). Објавио је више стручних радова о здравственим и хигијенским приликама и социјалним односима на територији Врбаске бановине и превео и допунио Приручник за профилаксу и борбу против зараних болести, који је 1945. издало Министарство народног здравља Србије. Једна улица у Бања Луци носи његово име.

## Одликовања
За рад на здравственој заштити становништва Врбаске бановине одликован је: 
- Орденом југославенске круне V степена (1932),
- Орденом Светог Саве IV степена (1937) и
- Златном медаљом Друштва Црвеног крста Краљевине Југославије (1936).